# なんでも屋探偵帳
『なんでも屋探偵帳』（なんでもや たんていちょう）は、1989年から1997年までテレビ朝日系で放送されたテレビドラマシリーズ。全6回。小林稔侍の初主演作である。
放送枠は「火曜スーパーワイド」（第1作）、「火曜ミステリー劇場」（第2作・第3作）、「土曜ワイド劇場」（第4作 - 第6作）。

## 概要
新聞記者から、脱サラで便利屋に転職した主人公・胡桃五郎が、ありとあらゆる仕事を引き受けていく中で巻き込まれていく殺人事件を解決していく物語である。
五郎のなんでも屋は貧乏続きのため妻に食わせてもらっているという設定である。
第1作は「なんでも屋奮戦記」のタイトルで放映され第2作以降は「〜探偵帳」となる。

## キャスト

### レギュラー
胡挑五郎
演 - 小林稔侍
毎朝新聞の記者から脱サラするが失敗し、借金を返済するため「なんでも屋本舗」を経営する。
胡挑律子
演 - かたせ梨乃（第1作・第2作）
五郎の妻。「スナックくるみ」を経営している。元警察官。
胡桃愛子
演 - 宮崎美子（第3作 - 第6作）
五郎の妻。「大衆割烹くるみ」を経営している。
マコ
演 - 小林千晴（第4作 - 第6作）
「大衆割烹くるみ」の従業員。
小堺
演 - 小林健（第5作・第6作）
新聞記者。山下の部下。
山下勇作
演 - 小松政夫（第5作）、なべおさみ（第6作）
新聞社の編集局の部長。五郎の友人。

### ゲスト
第1作「殺人事件からサル救出作戦まで」（1989年）
- 高村理絵 - 伊藤麻衣子
- 三浦杏子 - 中村れい子
- 柏田勘太 - 山口弘和（コント山口君）
- 磯田 - 夏木ゆたか
- トモエ - 長与千種
- 安藤進 - 中山仁
- 石井光三、笑福亭笑瓶、小沢象、加島潤、椎谷建治、野見山夏子、水城蘭子、宮本佳代、鶴田忍、今西正男、伊藤眞、モロ師岡、布施木昌之、奥村正、秋間登、峰三太、茂木和範、細見良行、大関正美、大渕浩、猪又太一、岡山和之、神谷秀澄、木原清久、大山剛、中島修、堀尾雅彦、大西正和、山口正一、佐藤紀和、佐野和敏、高間智子、麻里万里、小林弘美、星野恵、鴨下琴海、平田京子、柏岡奈津子、緑さやか、谷村昌彦、塩沢とき、草薙幸二郎

第2作「はりつけ島連続殺人」（1990年）
- 大神早苗（安代の亡兄の妻） - 高樹澪
- 大神安代（結婚相手に逃げられた女性） - 松本留美
- 大神美保（安代の妹） - 中村れい子
- 大神耕助（美保の夫・婿養子） - 小倉一郎
- ノブコ（「スナックくるみ」従業員） - 比嘉ひとみ
- 住職 - 三角八郎
- 荒木（弁護士） - 谷村昌彦
- 清水（駐在巡査） - 織本順吉
- 大神勝（安代の母） - 園佳也子
- 光石研、横山あきお、ドン貫太郎、早川絵美、田中弘太郎、後藤明、神崎允、高橋覚、鯨岡翔

第3作「花嫁の父の変死 披露宴が一転して社葬へ」（1991年）
- 一ノ瀬彩（有坂泰造の愛人） - 七瀬なつみ
- 有坂麻利（有坂泰造の娘・新婦） - 山下智子
- モモエ（有坂泰造の娘） - 高林由紀子
- タクマ（有坂物産 常務） - 丸岡奨詞
- 照子（「大衆割烹くるみ」の調理人） - 比嘉ひとみ
- 昌平（照子の婚約者） - モロ師岡
- 置屋の女将 - 絵沢萠子
- 野々宮（有坂物産 専務） - 石濱朗
- 井上高志、速水典子、木原三貴、園田裕久、兼田晴臣、中真千子、高橋等、山本ふじこ、大森博、小川隆市、伊藤昌一、町田真一、平山直樹、小久保丈二、内野繁樹、呉めぐみ、橘未於、辻川さちよ、北見寿代、杉浦ひろ、金近こう、古今亭菊乃、石井富子

第4作「血ぬられた死亡診断書が明かす遺産相続の秘密」（1994年）
- 矢口真弓（礼子の妹） - 香坂みゆき
- 万里子 - 水木薫
- 浅倉洋平（千秋の夫・婿養子） - 信実一徳
- 小日向幾代（浅倉康明の妹） - 野口ふみえ
- 小日向俊輔（幾代の夫） - 宮部昭夫
- 矢口礼子（公認会計士・五郎の昔の恋人） - 篁友紀子
- ミミ（「大衆割烹くるみ」従業員） - 桂木亜沙美
- 服部雅人（毎朝新聞 社会部デスク） - 浜田光夫
- 久松（刑事） - 梅津栄
- 浅倉千秋（浅倉康明の一人娘） - 真木洋子
- 三上拓也（浅倉康明の秘書・礼子の婚約者） - 夏夕介
- 小倉雄三、田中弘太郎、町田真一、坂田雅彦、曽雌達人、久保晴輝、山田侑磨、安達祥子、本田亜美、高津幾子、浦田直樹

第5作「隅田川に浮かんだ恩師の死体！万歩計があばく血塗られた連続殺人の秘密!!」（1996年）
- 宗方真知子（宗方の娘） - 川上麻衣子
- 轟平吉（宗方の教え子） - こぼん
- 堀内（五郎の幼馴染） - 車だん吉
- 竜次（久松の部下） - 片岡五郎
- 内海（久松の部下） - 堀光昭
- 吉岡（スーパー赤坂堂の支店長） - 横山あきお
- 川口小夜子（バー「ピエロ」ホステス） - 椎名ルミ
- 律子（「シェイク・アンド・シェイク」社員） - 町野あかり
- サメジマ（隅田川警察署 刑事） - 江藤漢
- 五郎の中学時代の同級生 - ドン貫太郎、水森コウ太
- 「シェイク・アンド・シェイク」社員 - 三輪優子、桜沢かおる
- 早乙女（久松の秘書） - 松本留美
- 久松邦平（「シェイク・アンド・シェイク」社長） - 小島三児
- 宗方栄作（五郎の恩師） - 織本順吉
- 殿山草介（詐欺師） - 坂上二郎
- 西村譲、新井紫乃、篁友紀子、光岡湧太郎、高橋一夫、浅見まさみ、北村幸路、西智子、重原洋子、顔苑令、人見のりこ、吉田理絵子、岩本みゆき、関寛之

第6作「潜入！旅一座 化粧の下に潜む血塗られた怨み節」（1997年）
- 市村寿世（旅一座「市村座」座長） - 佳那晃子
- 市村明日香（旅一座「市村座」座員・寿世の娘） - 建みさと
- 万里（旅一座「市村座」座員） - 高樹まりあ
- 波子（旅一座「市村座」座員） - 前田悠衣
- 萬平（旅一座「市村座」座員） - なべやかん
- 隅田川警察署 刑事 - まいど豊
- 旅一座「市村座」裏方 - 町田真一
- カズマ（「大衆割烹くるみ」従業員） - 能見達也
- 久松（隅田川警察署 警部） - 田山涼成
- 佐々木右京（旅一座「市村座」女形） - 篠井英介
- 南條小弥太（旅一座「市村座」座員） - 佐藤B作
- 池中深、よしもち賢一、小林美香、大西浩美、王寺佳子、田中美鈴、岡安美奈

## スタッフ
- 脚本 - 田上雄、遊川和彦、峯尾基三
- 音楽 - 津島利章（第1作・第4作）、山川繁（第2作）
- 監督 - 長谷和夫、高井牧人、小原宏裕、北畑泰啓
- 制作 - 朝日放送、スタッフアズバーズ

## 放送日程
| 話数 | 放送日         | サブタイトル                                                         | 脚本     | 監督     |
| ---- | -------------- | -------------------------------------------------------------------- | -------- | -------- |
| 1    | 1989年11月14日 | 殺人事件からサル救出作戦まで                                         | 田上雄   | 長谷和夫 |
| 2    | 1990年09月18日 | はりつけ島連続殺人                                                   | 遊川和彦 | 長谷和夫 |
| 3    | 1991年08月27日 | 花嫁の父の変死 披露宴が一転して社葬へ                                | 峯尾基三 | 高井牧人 |
| 4    | 1994年02月26日 | 血ぬられた死亡診断書が明かす遺産相続の秘密                           | 峯尾基三 | 小原宏裕 |
| 5    | 1996年05月18日 | 隅田川に浮かんだ恩師の死体！万歩計があばく血塗られた連続殺人の秘密!! | 峯尾基三 | 北畑泰啓 |
| 6    | 1997年09月20日 | 潜入！旅一座 化粧の下に潜む血塗られた怨み節                          | 峯尾基三 | 北畑泰啓 |